# 久永実木彦
久永 実木彦（ひさなが みきひこ、4月9日 -）は、日本の小説家。SF・ホラー・幻想文学作家。東京都出身。日本SF作家クラブ会員。

## 経歴・人物
2017年、久永み公彦名義で応募した「七十四秒の旋律と孤独」にて第8回創元SF短編賞を受賞しデビュー。受賞を機に筆名を久永実木彦にあらためる。
幻想的かつ文学的な作風を持つ。ゲームクリエイター小島秀夫は、「詩的な文体で新時代の物語と現代人を語る。（中略）彼はキングや村上春樹に感染して産まれた小説界のデル・トロだ」と評している。
2019年より2022年まで、小説執筆の傍ら、オーディオブック配信サービスのKikubonにてインターネットラジオ番組「読んで実木彦」のパーソナリティーを務めた。

## エピソード
- 好きな小説家はスティーヴン・キング、村上春樹、映画監督はM・ナイト・シャマラン、漫画家は荒木飛呂彦[3]。
- 愛妻家、愛猫家であり、著書やWebサイトのプロフィールに小説家の表記と併記するのが恒例となっている[4]。
- 愛猫の名前は「おやつ」[5]。

## 受賞・候補歴
- 2017年
  - 「七十四秒の旋律と孤独」で第8回創元SF短編賞受賞[6]。
- 2021年
  - 『七十四秒の旋律と孤独』で第42回日本SF大賞最終候補[7]。
- 2022年
  - 「わたしたちの怪獣」で第43回日本SF大賞最終候補[8]。（「短編作品単体での最終候補」および「雑誌掲載のみで書籍化されていない作品での最終候補（選出時点）」の二点において日本SF大賞史上初）
- 2023年
  - 『わたしたちの怪獣』で第6回飯田賞受賞[9]。
  - 『わたしたちの怪獣』で「ヒデミス！2023 小島秀夫が選んだミステリー・ゴールデン・ダズン」選出[1]。
  - 『わたしたちの怪獣』で第44回日本SF大賞最終候補[10]。（三年連続の最終候補選出は日本SF大賞史上初）
- 2024年
  - 『わたしたちの怪獣』で『SFが読みたい！ 2024年版』ベストSF2023 国内篇第2位[11]。
  - 『わたしたちの怪獣』で『このホラーがすごい！ 2024年版』BEST20 国内編第8位[12]。
  - 「わたしたちの怪獣」で第55回星雲賞（日本短編部門）受賞[13]。
- 2025年
  - 「黒い安息の日々」で第78回日本推理作家協会賞（短編部門）受賞[14]。

## 作品リスト

### 単著
- 『七十四秒の旋律と孤独』（創元日本SF叢書、2020年12月25日／創元SF文庫、2023年12月8日）
【収録作品】七十四秒の旋律と孤独／一万年の午後／口風琴／恵まれ号 １／恵まれ号 ２／巡礼の終わりに
- 『わたしたちの怪獣』（創元日本SF叢書、2023年5月31日／創元SF文庫、2025年2月28日）
【収録作品】わたしたちの怪獣／ぴぴぴ・ぴっぴぴ／夜の安らぎ／『アタック・オブ・ザ・キラートマト』を観ながら

### アンソロジー掲載作品
- 「七十四秒の旋律と孤独」 - 『行き先は特異点 年刊日本SF傑作選』（創元SF文庫、2017年7月）所収
- 「一万年の午後」 - 『GENESIS 一万年の午後 創元日本SFアンソロジー』（東京創元社、2018年12月）所収
- 「ぴぴぴ・ぴっぴぴ」 - 『時を歩く 書き下ろし時間SFアンソロジー』（創元SF文庫、2019年10月）所収
- 「無口で冷たい君が好き」 - 『10文字ホラー 1』（星海社FICTIONS、2021年9月15日）所収
- 「男性撤廃」 - 『2084年のSF』日本SF作家クラブ編（ハヤカワ文庫JA、2022年5月）所収
- 「可愛いミミ」 - 『乗物綺談 異形コレクションLVI』（光文社文庫、2023年11月）所収
- 「風に吹かれて」 - 『屍者の凱旋 異形コレクションLVII』（光文社文庫、2024年6月）所収
- 「黒い安息の日々」- 『メロディアス 異形コレクションLVIII』（光文社文庫、2024年12月）所収

### 雑誌等掲載作品
小説
- 「口風琴」 - 『Webミステリーズ!』（東京創元社、2019年6月28日配信）
- 「わたしたちの怪獣」 - 『紙魚の手帖』vol.06 AUGUST 2022（東京創元社）
- 「天国には行けないかもしれない」 - 『Kaguya Planet』（VG+、2023年3月25日配信）
- 「屈折する星くずとキーライム・パイ」 - 『小説すばる』2024年8月号（集英社）

エッセイ
- 「私的偉人伝」 - 『小説すばる』2021年4月号（集英社）
- 「告白します」 - 『小説 野性時代』2023年10月号（KADOKAWA）
- 「ごほうびごはん*メキシカン・チキンのワカモーレ添え」 - 『紙魚の手帖』vol.18 2024 AUGUST（東京創元社）

同人誌
- 「帳尻が合う」 - 『ウカイロ９号 "THE END IS THE BEGINNING IS THE END"』（ウカイロ（同人誌）、2019年8月11日）
- 「ガラス人間の恐怖」 - 『Sci-Fire 2021』（Sci-Fire（同人誌）、2021年11月23日）
- 『パトリックのためにも』（ヨーグルトに咲く花（同人誌）、2022年11月20日）
【収録作品】パトリックのためにも／ＰＡＤＳ／宇宙の果てのソファ／他、全21編
- 「鼻の猫」 - 『猫についての話』（ふわふわでとてもえらい（同人誌）、2023年5月21日）
- 「怪獣星人」 - 『巨獣よ、星雲の中で眠れ』（異星巨獣総合研究所（同人誌）、2024年12月1日）
- 『まぶたのピン』（うつろな日曜日（同人誌）、2024年12月1日）

### 朗読用作品
- 「猫にレンズ」 - 『オンラインde朗読祭り』（NPO法人声物園、2021年2月21日配信）

## 出演配信
- 「読んで実木彦」(Kikubon制作。Youtube、ニコニコ動画にて、2019年9月26日より配信）
- 「煙滅」(鴨川エッチ研究会制作。作：ワライフクロウ、朗読：久永実木彦。Youtube、ポッドキャストにて、2023年8月12日より配信）